# Кетоальдонові кислоти

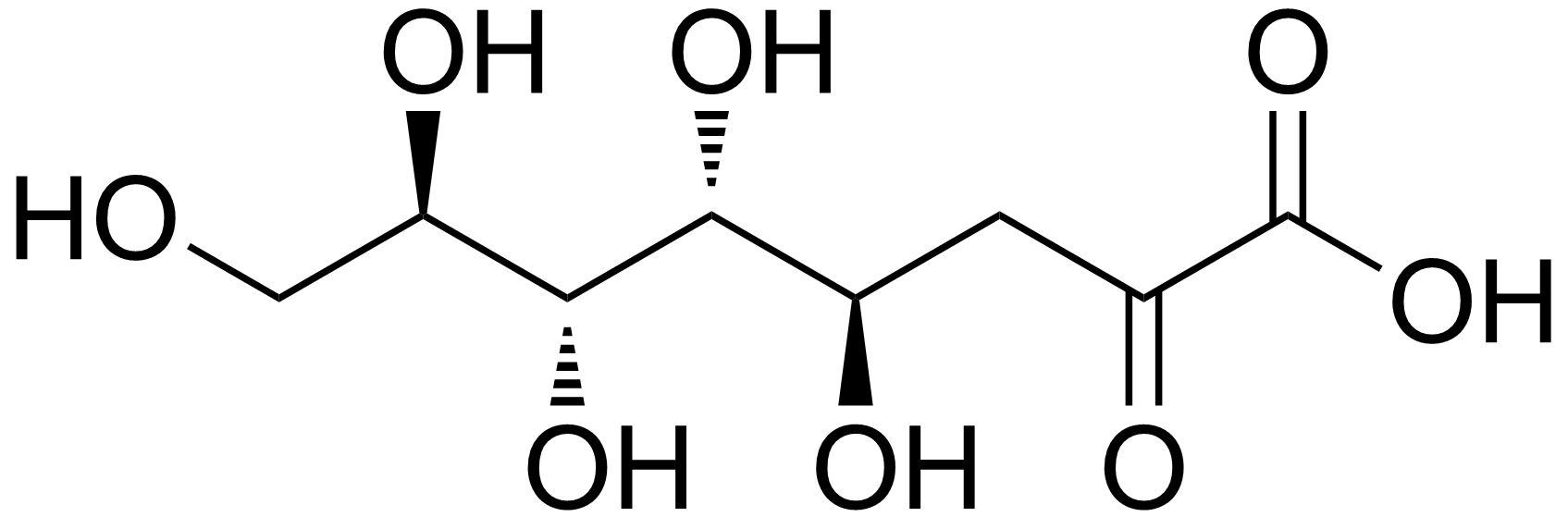
Кетоальдонова кислота 3-дезокси-D-манно-окт-2-улозонова кислота, що використовується бактеріями у синтезі ліпополісахаридів.

Кетоальдонові кислоти або улозонові кислоти (англ. ketoaldonic [ulosonic] acids, рос. кетоальдоновые кислоты) —(C07H7/027) — моносахариди, в яких структура, що містить кето- й карбоксильну групи, знаходиться в рівновазі з геміацетальною структурою. Окрему сполуку називають з використанням суфікса -улозонова кислота [-ulosonic acid]. Приклад: D-арабіно-гексулозонова кислота (І).